# Urwan ibn Mas'ud
Urwah ibn Mas'ud ( árabe : عُرْوَة ٱبْن مَسْعُود , romanizado :  ʿUrwah ibn Masʿūd ) es un árabe semilegendario,  cacique Thaqifi de Taif que se convirtió en compañero de Mahoma. Fue una de las primeras personas de su tribu en aceptar el Islam, y sus compañeros jefes lo mataron mientras predicaba el Islam en su ciudad natal. Era hermano de Barza bint Mas'ud, quien se casó con Safwan ibn Umayya.[cita requerida]
Fue uno de los notables de Arabia que entró en las negociaciones sobre la  paz de Hudaybiyah en nombre de los Coraichitas. Él dijo: He visitado a los reyes de Persia , Roma y Abisinia , pero no he visto a ningún líder más reverenciado y respetado por su pueblo que Mahoma. Si les ordena hacer algo, lo hacen sin demora. Si él cumple Ablución ( árabe : وُضُوء , romanizado :  Wuḍūʾ ) todos buscan el resto del agua que usó. Nunca lo miran a los ojos, por respeto.

## Vida personal
De su esposa Amina bint Abi Sufyan , tuvo un hijo llamado Dawud, que se casó con su prima materna, Habibah bint Ubayd Allah.

## Aspecto
En un hadiz informado en Sahih Muslim, Mahoma mencionó que  ʿĪsā (árabe : عِيسَىٰ , Jesús) se parecía más a ibn Mas'ud en apariencia. Según las descripciones de 'Isa atribuidas a Muhammed, esto indicaría tez rojiza, altura moderada y cabello rizado y suelto.[cita requerida]

## Muerte
Después de que Urwa se hizo musulmán, regresó a Taif y predicó sobre el Islam a su pueblo. Pero a su gente no le gustó que fuera musulmán y lo hirió con flechas.[cita requerida]